# Diospilus sichotaealinicus
Diospilus sichotaealinicus är en stekelart som beskrevs av Sergey A. Belokobylskij 1993. Diospilus sichotaealinicus ingår i släktet Diospilus och familjen bracksteklar. Inga underarter finns listade i Catalogue of Life.